# 王交台牛王庙
王交台牛王庙，位于中国河北省邢台市王交台村，为邢台市内丘县的一个省级文物保护单位，类型为古建筑，公布时间为1993年7月15日。
王交台牛王庙的历史年代为清代。